# تعليم مستند إلى الاستقصاء
التعليم المستند إلى الاستقصاء هو مصطلح يصف طرقًا للتعلم تستند إلى فكرة أن الأشخاص عندما يُقدم لهم سيناريو أو مشكلة وتتم مساعدتهم من خلال وسيط مساعد (facilitator)، سيقومون بالتعرّف على المشكلات وبحثها لتطوير معارفهم أو حلولهم. يشمل التعليم المستند إلى الاستقصاء التعليم المستند إلى حل المشكلات، ويمكن استخدامه في المشاريع والتحقيقات التي تجرى على نطاق صغير وأيضًا البحث.

## معلومات تاريخية
إن التعليم المستند إلى الاستقصاء هو في الأساس أسلوب تربوي، تم تطويره أثناء حركة اكتشاف التعلم في ستينيات القرن الماضي كاستجابة للأشكال التقليدية للتدريس، حيث كان يلزم الطلاب حفظ معلومات من المواد التعليمية. إن التعليم الاستقصائي هو شكل من أشكال التعليم النشط، حيث يمكن تقييم التقدم بمدى قدرة الأشخاص المهرة على تطوير مهارات تجريبية وتحليلية.
تجد فلسفة التعليم المستند إلى الاستقصاء أسلافها في أعمال بياجت وديوي وليف فوجوتسكي وفريير من بين آخرين.

## الخصائص
يشدد التعليم الاستقصائي على أفكار تعلم محافِظة، حيث يتم بناء المعرفة من الخبرة والمعالجة الفعلية، خصوصًا الخبرة المستندة إلى أحوال اجتماعية. لذا، يكتمل التعليم بشكل أفضل في مواقف جماعية.
ويغطي التعليم المستند إلى الاستقصاء مجموعة من الطرق الخاصة بالتعليم والتدريس، تشمل:
- «التعليم الخالص» التعليم المستند إلى حل المشكلات
- «التعليم المختلط» التعليم المستند إلى حل المشكلات
- العمل الميداني
- دارسات الحالة
- التحقيقات
- مشاريع الأفراد والمجموعات
- النشاط البحثي

تشمل عمليات التعليم الخاصة التي يشترك فيها الطلاب أثناء التعليم المستند إلى الاستقصاء:
- إنشاء أسئلة من عند أنفسهم
- الحصول على دليل دعم للإجابة عن السؤال (الأسئلة)
- شرح الأدلة التي تم تجميعها
- ربط الشرح بالمعرفة التي تم اكتسابها من عملية التحقيق
- إنشاء حالة من النقاش والتبرير للشرح

تمثل التعليقات أعلاه أحد الفصول الدراسية التي تلتزم بشكل كامل بالاستقصاء، إلى أبعد حد ممكن. ومع ذلك، فمن غير الضروري تبني طريقة الكل أو لا شيء فيما يتعلق بأساليب التدريس التي تستند إلى الاستقصاء.
في ستينيات القرن الماضي دعا جوزيف شواب إلى تقسيم الاستقصاء إلى أربعة مستويات واضحة. وتم إضفاء طابع رسمي على هذا الاقتراح عن طريق مارشال هيرون في عام 1971، حيث قام بتطوير نطاق هيرون (Herron Scale) لتقييم مقدار الاستقصاء المطبّق ضمن تمرين معملي معيّن. ومنذ ذلك الحين، كان هناك عدد من المراجعات المقترحة، لكن الإجماع داخل مجتمع تعليم العلوم اتجه إلى أنه توجد سلسلة من أساليب التدريس المستندة إلى الاستقصاء المتوفرة.
حديثًا، اقترح كل من هيثر بانتشي وراندي بيل (2008) وجود أربعة مستويات من التعليم المستند إلى الاستقصاء في حقل تدريس العلوم:
1. استقصاء تأكيدي،
2. استقصاء مهيكل،
3. استقصاء موجّه
4. واستقصاء مفتوح.

في الاستقصاء التأكيدي، يزوّد الأشخاص بالأسئلة والإجراء (الأسلوب)، حيث يمكن معرفة النتائج سابقًا، ويكون تأكيد النتائج هو هدف الاستقصاء. ويعتبر الاستقصاء التأكيدي مفيدًا لتعزيز فكرة تم تعلمها مسبقًا؛ أو لتجربة عمليات التحقق أو لممارسة مهارة استقصاء معيّنة، مثل جمع البيانات وتسجيلها.
في الاستقصاء المهيكل يزوّد الأشخاص بالأسئلة والإجراءات (الأسلوب)، ومع ذلك فإن المهمة تتلخص في وضع شرح يكون مدعومًا بأدلة تم جمعها ضمن هذا الإجراء.
في الاستقصاء الموجّه، يزوّد الأشخاص فقط بأسئلة تتعلق بالبحث، وتكون المهمة هي تصميم الإجراء (الأسلوب) واختبار السؤال والشروحات الناتجة. ويكون هذا النوع من الاستقصاء أكثر انفتاحًا من الاستقصاء التأكيدي أو المهيكل، ويُعد ناجحًا إلى حد بعيد، عندما يتوفر للأشخاص العديد من الفرص للتعلم والتدريب على طرق مختلفة لتخطيط التجارب وبيانات السجلات.
في الاستقصاء المفتوح، يشكّل الأشخاص الأسئلة ويصممون الإجراءات لتنفيذ استقصاء ويوصلون نتائجهم.

### العلم المستند إلى الاستقصاء
لا شك أن «التعليم المستند إلى الاستقصاء» أصبح له تأثير على تدريس العلوم، حيث أصبحت تُسمى العلوم المستندة إلى الاستقصاء. ويعتبر الاستقصاء ميزة كاملة في العلوم، وتبرز العلوم المستندة إلى الاستقصاء في معايير تدريس العلوم الوطنية (National Science Educational Standards) الأمريكية لعام 1996، والمدعومة في المجلد الثاني «لمجلس البحوث الوطنية» الأمريكي الاستقصاء ومعايير تدريس العلوم الوطني في عام 2000.

### التعليم المستند إلى الاستقصاء في الأنظمة الأخرى
تساعد العلوم بطبيعتها على التحقيق وجمع البيانات، إلا أن ذلك يمكن تطبيقه في مجالات تتعلق بموضوعات أخرى، حيث يطوّر الأشخاص مهارات التحقيق والتفكير النقدي. في العلوم الاجتماعية مثل التاريخ، يصف روبرت باين في مقاله [[كيف يتعلم الطلاب: كيف يتعلم الطلاب كيفية «تناول المشكلات» في التاريخ. ترتكز فكرة باين (Bain) بداية على تنظيم منهج تدريس حول المفاهيم الأساسية. بعد ذلك، يُطرح على الأشخاص الذين يدرسون المنهج سؤال ويتم تقديم مصادر أولية مثل شاهد عيان على الأحداث التاريخية، ومن ثمّ تتلخص مهمة الاستقصاء في تقديم شرح للتاريخ، ومن خلال الشرح ستتم الإجابة على السؤال الأساسي. حيث من خلال الاستقصاء سيتمكّن الأشخاص من تطوير المهارات والمعارف الواقعية التي تدعم إجابتهم عن الأسئلة. وسيقومون بتشكيل فرضية، وتجميع المعلومات ومراجعتها وإعادة النظر مرة أخرى في الفرضيات، بينما يقومون بتقييم بياناتهم.

### التعليم المفتوح
يتمثل جزء هام من التعليم المستند إلى الاستقصاء (والعلوم) في استخدام التعليم المفتوح. ولا يكون للتعليم المفتوح نتيجة أو هدف محدد يتعيّن على الأشخاص تحقيقه. حيث يوجد تأكيد على الأشخاص الذين يستفيدون من المعلومات المتوفرة ويحاولون إنشاء معنى من مجموعة من المواد أو الظروف المتوفرة. وفي الكثير من بيئات التعلم التقليدية والمهيكلة، يتم إبلاغ الناس بالنتيجة المتوقعة، ومن المتوقع منهم ببساطة «تأكيد» هذه الحالة أو إظهار دليل عليها.
للتعليم المفتوح العديد من الفوائد. فهذا يعني أن الطلاب لا يقومون فقط بتنفيذ التجارب في روتين يشبه الموضة، ولكنهم بالفعل يفكرون في النتائج التي يجمعونها وفيما تعنيه. ويوجد ميل من جانب الطلاب في الدروس التقليدية غير المفتوحة للنقاش للقول بأن التجربة «خطأ» عندما يقومون بجمع نتائج على النقيض بما أخبروا أن يتوقعوه. وفي التعليم المفتوح لا توجد نتائج خاطئة، وينبغي على الطلاب تقييم نقاط القوة والضعف في النتائج التي يجمعونها بأنفسهم، ومن ثمّ تحديد القيمة.
تم تطوير التعليم المفتوح عن طريق عدد من معلمي العلوم بما في ذلك الأمريكي جون ديوي والألماني مارتن واجينشين. تتممّ أفكار واجينشين على وجه الخصوص كلاً من التعليم المفتوح والتعليم المستند إلى الاستقصاء في التدريس. حيث يشدد على أن الطلاب لا ينبغي أن يتعلموا الحقائق المجردة، لكن ينبغي أن يفهموا ويشرحوا ما يتعلمونه. وأشهر مثال على رأيه عندما همّ بسؤال طالب فيزياء عن سرعة سقوط الشيء على الأرض. حيث قام جميع الطلاب تقريبًا بعمل معادلة، إلا أنه لم يكن هناك طالب واحد قادر على شرح ما تعنيه هذه المعادلة. واستخدم «واجينشين» هذا المثال لعرض أهمية الفهم مقابل المعرفة.

## دراسات
راجعت سيندي ميلو سيلفر عددًا من التقارير حول الدراسات المتنوعة التي تتعلق بالتعليم المستند إلى حل المشكلات.
يصف إيدلسون وجوردين وبي خمسة تحديات هامة لتنفيذ التعليم المستند إلى الاستقصاء وعرض إستراتيجيات لمعالجتها من خلال تصميم التكنولوجيا والمنهج الدراسي. حيث يعرضون تاريخ تصميم يغطي أربعة أجيال من البرامج والمناهج الدراسية لإظهار كيف أن هذه التحديات تبرز في الفصول الدراسية وكيف تستجيب إستراتيجيات التصميم لها.

## الاستقصاء التعليمي
الاستقصاء التعليمي أو التعلم بالاكتشاف وهي طريقة حديثة في التعليم وهي عملية تستخدم مجموعة من المهارات للإجابة على الأسئلة أو اختبار فكرة في الطبيعة. والتعلم بالاكتشاف هو عملية تفكير تتطلب من الفرد إعادة تنظيم المعلومات المخزونة لديه وتكييفها بشكل يمكنه رؤية علاقات جديدة لم تكن معروفة لديه من قبل.

## أهمية التعلم بالاكتشاف
- (1) يساعد الاكتشاف المتعلم في تعلم كيفية تتبع الدلائل وتسجيل النتائج وبذا يتمكن من التعامل مع المشكلات الجديدة.
- (2) يوفر فرصا عديدة للتوصل إلى استدلالات باستخدام التفكير المنطقي سواء الاستقرائي أو الاستنباطي.
- (3) يشجع الاكتشاف التفكير الناقد ويعمل على المستويات العقلية العليا كالتحليل والتركيب والتقييم.
- (4) يعوّد المتعلم على التخلص من التسليم للغير والتبعية التقليدية.
- (5) يحقق نشاط المتعلم وإيجابيته في اكتشاف المعلومات مما يساعده على الاحتفاظ بالتعلم.
- (6) يساعد على تنمية الإبداع والابتكار.
- (7) يزيد من دافعية التلميذ نحو التعلم بما يوفره من تشويق وإثارة يشعر بها المتعلم أثناء اكتشافه للمعلومات بنفسه.

## أنواع التعلم بالاكتشاف
هناك عدة طرق تدريسية لهذا النوع من التعلم بحسب مقدار التوجيه الذي يقدمه المعلم للتلاميذ وهي:

### الاكتشاف الموجه
وفيه يزوّد المتعلمين بتعليمات تكفي لضمان حصولهم على خبرة قيمة، وذلك يضمن نجاحهم في استخدام قدراتهم العقلية لاكتشاف المفاهيم والمبادئ العلمية، ويشترط أن يدرك المتعلمون الغرض من كل خطوة من خطوات الاكتشاف ويناسب هذا الأسلوب تلاميذ المرحلة التأسيسية ويمثل أسلوبا تعليميا يسمح للتلاميذ بتطوير معرفتهم من خلال خبرات عملية مباشرة.

### الاكتشاف شبه الموجه
وفيه يقدم المعلم بشكل غير مباشر المشكلة للمتعلمين ومعها بعض التوجيهات العامة بحيث لا يقيده ولا يحرمه من فرص النشاط العملي والعقلي، ويعطي المتعلمين بعض التوجيهات.

### الاكتشاف الحر
وهو الوصول إلى قدرات الفرد الذاتية وهو أرقى أنواع التعليم الإبداعي، وأحد مبادئه الأساسية هو أنه لا يجوز أن يخوض به المتعلمين إلا بعد أن يكونوا قد مارسوا النوعين السابقين، وفيه يواجه المتعلمون بمشكلة محددة، ثم يطلب منهم الوصول إلى حل لها ويترك لهم حرية صياغة الفروض وتصميم التجارب وتنفيذها.

## النقد
وجد كيرشنر وسويلر وكلارك (2006) عند مراجعة الدراسات والأبحاث ذات الصلة أنه بالرغم من أن المنتمين إلى حركة البنائية في الغالب يقومون باقتباس أعمال بعضهم البعض، فإنه لا تقتبس الأدلة التجريبية في الغالب. ومع هذا، اكتسبت حركة البنائين زخمًا كبيرًا في تسعينيات القرن الماضي، لأن العديد من المتعلمين بدأوا في الكتابة عن فلسفة التعلم.
يقتبس هميلو سيلفر (Hmelo-Silver) ودونكان وتشين (Chinn) العديد من الدراسات التي تدعم نجاح أساليب التعليم البنائية المستندة إلى حل المشكلات وأساليب التعليم الاستقصائي. على سبيل المثال، يقومون بوصف مشروع يسمى GenScope، وهو تطبيق لبرامج العلوم يستند إلى الاستقصاء. وأظهر الطلاب باستخدام برنامج GenScope مكاسب هامة مقابل مجموعات التحكم، من خلال المكاسب الضخمة التي تظهر مع الطلاب والناتجة من الدورات التدريبية الرئيسية.
على النقيض من ذلك، يستشهد هيملو سيلفر وآخرون أيضًا بدراسة كبيرة قام بها جيار حول تأثير العلوم المستندة إلى الاستقصاء بالنسبة للطلاب في مدارس الأطفال، على نحو ما تم توضيحه عن طريق أدائهم فيما يتعلق بالاختبارات الموحدة عالية المخاطر. حيث ظهر التحسّن بنسبة 14% للمجموعة الأولى من الطلاب و13% للمجموعة الثانية. وقد اكتشفت هذه الدراسة أيضًا أن أساليب التدريس المستندة إلى الاستقصاء خفّضت بشكل كبير من فجوة الإنجاز بالنسبة للطلاب الأمريكيين من أصل إفريقي.
بناءً على البحث الصادر في عام 2005، خلُص معهد تومس بي فوردهام (Thomas B. Fordham Institute) إلى أنه على الرغم من أن التعليم المستند إلى الاستقصاء يعد جيدًا إلى حد ما، فقد تم الاعتماد عليه بشكل مبالغ فيه.
كتب ريتشارد إي. ماير من جامعة كاليفورنيا وسانتا باربارا في عام 2004 أنه كان يوجد دليل بحثي كافٍ يجعل أي شخص عاقل لديه شكوك حول فوائد التعليم الاستكشافي الذي تتم ممارسته وفقًا لشكل المذهب البنائي الإدراكي أو المذهب البنائي الاجتماعي باعتباره أسلوبًا تعليميًا مفضلًا. حيث قام بمراجعة بحث حول اكتشاف قواعد حل المشكلات التي بلغت أوجها في ستينيات القرن الماضي واكتشاف إستراتيجيات المساعدة التي بلغت أوجها في السبعينيات من القرن نفسه واكتشاف إستراتيجيات برمجة LOGO التي بلغت أوجها في الثمانينيات من القرن ذاته. وفي كل حالة، كان الاكتشاف الموجّه أكثر فاعلية من الاكتشاف الخالص في مساعدة الطلاب في التعلم والنقل.
ينبغي الانتباه إلى أن التعليم المستند إلى الاستقصاء يستغرق مزيدًا من التخطيط قبل التنفيذ. وهو ليس بالشيء الذي يمكن إدراجه في جدول معيّن ضمن الفصل الدراسي بسرعة. ويتعيّن وضع القياسات في موضعها بالنسبة لكيفية قياس معرفات الطلاب وأدائهم وكيف يتم دمج المعايير. وتكمن مسؤولية المدرس أثناء إجراء تمارين الاستقصاء في دعم الطلاب أثناء التعلم ومساعدتهم (Bell et al., 769-770). ومن الأخطاء الشائعة التي يعاني منها المدرسون هي نقص الرؤية لمعرفة أين نقاط الضعف لدى الطلاب. ووفقًا لـ «باين»، يتعذر على المدرسين افتراض أن الطلاب لديهم نفس الافتراضيات والتفكير كمحترفين ضمن هذا النظام.
بينما يرى البعض الآخر التعليم المستند إلى الاستقصاء على أنه اتجاه سائد متزايد، يمكن تصوره بالتناقض مع أنظمة الاختبار القياسي الشائعة في التقييم المستند إلى المعايير]، والتي تؤكد على قياس معرفة الطالب وتلبية المعايير المحددة مسبقًا، مثل، الانتقال نحو «الواقع» فيما يتعلق بالتغييرات التي يتم تنفيذها على «التقييم الوطني للتقدم التعليمي»، كنتيجة للبرنامج الأمريكي لن نترك أي طفل خلفنا (No Child Left Behind).

## وصلات خارجية
- Inquiry-based middle school lesson plan: "Born to Run: Artificial Selection Lab"